# Sven Nordin

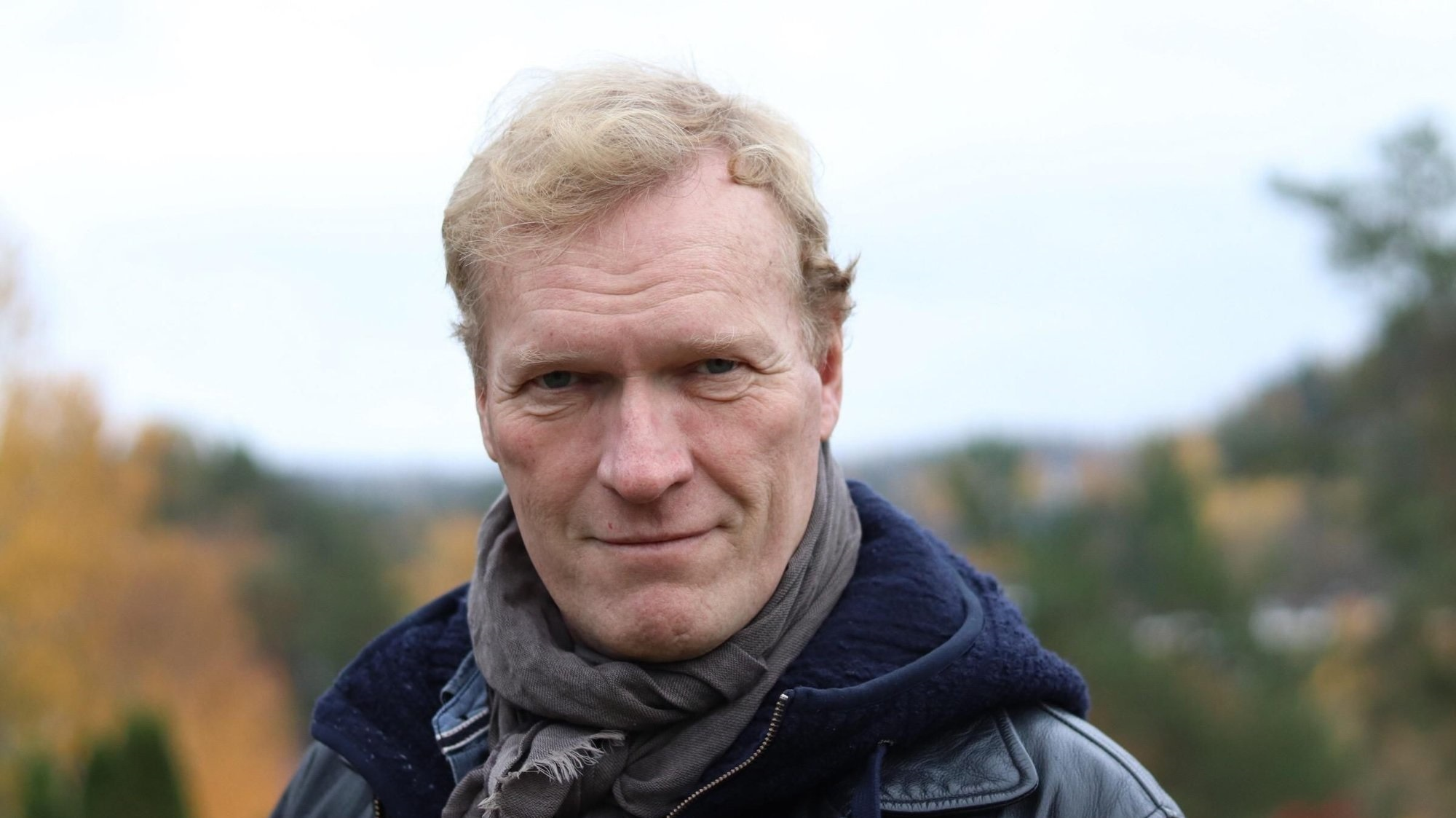
Sven Nordin (2018)

Sven Audun Nordin (* 6. Februar 1957 in Grefsen, Oslo, Norwegen) ist ein norwegischer Schauspieler.

## Leben
Sven Nordin wuchs im Osloer Stadtviertel Grefsen auf, wo er das örtliche Gymnasium besuchte und 1976 erfolgreich sein Abitur absolvierte. Anschließend besuchte er die Romerike Folkehøgskole, war als Statist am Nationaltheatret beschäftigt und wurde schließlich 1979 für ein Schauspielstudium an der Statens teaterhøgskole zugelassen. Sein erstes festes Theaterengagement erhielt er schließlich 1981 am Oslo Nye Teater.
Großen nationalen Erfolg feierte Nordin in der von 1992 bis 1997 ausgestrahlten Sitcom Mot i brøstet. An der Seite von Nils Vogt und Arve Opsahl verkörperte die in 142 Folgen die Figur des Nils. Die Sitcom erreichte Einschaltquoten von über 800.000 Zuschauern und zählt bis heute zu den erfolgreichsten norwegischen Sitcoms aller Zeiten.
2007 wurde Nordin mit dem norwegischen Kulturauszeichnung Kritikerprisen ausgezeichnet. Im Jahr 2021 wurde er beim Fernsehpreis Gullruten in der Kategorie „beste Nebenrolle“ für seinen Auftritt in Rådebank 2 ausgezeichnet.
Nordin ist mit der Tänzerin Torhild Strand verheiratet. Das Paar ist seit 1985 Eltern von Zwillingen und lebt im Osloer Stadtteil Kampen. Die Schauspielerin Liv Strand Nordin ist seine Tochter.

## Filmografie (Auswahl)
- 1992–1997: Mot i brøstet (Fernsehserie, 142 Folgen)
- 1999: Die Souffleuse (Suffløsen)
- 1999: Evas Auge (Evas øye)
- 2001: Elling
- 2002: Dina – Meine Geschichte (Jeg Er Dina)
- 2002: Die kalte See (Hafið)
- 2005: Elling – Lieb mich morgen (Elling – Elsk meg i morgen)
- 2010: Mankells Wallander: Das Erbe (Mankells Wallander)
- 2011: Sons of Norway (Sønner av Norge)
- 2012: An Enemy To Die For (En fiende att dö för)
- 2012: Call Girl
- 2012–2014: Lilyhammer (Fernsehserie)
- 2012: Zwei Leben
- 2014: Børning – The Fast & The Funniest (Børning)
- seit 2019: Kommissar Wisting (Wisting, Fernsehserie)
- 2020: Betrayed (Den største forbrytelsen)